# Yaginumaella silvatica
Yaginumaella silvatica là một loài nhện trong họ Salticidae. Loài này được phát hiện ở Bhutan.